# Psaliodes hieroglyphica
Psaliodes hieroglyphica är en fjärilsart som beskrevs av William Schaus 1901. Psaliodes hieroglyphica ingår i släktet Psaliodes och familjen mätare. Inga underarter finns listade i Catalogue of Life.